# 菲尔丁·约斯特
菲尔丁·约斯特（Fielding Yost，1871-1946）是美国密歇根大学历史上的传奇橄榄球教练。他为密歇根大学设计了拥有醒目条纹的头盔，并且在1901年上任之后立刻率领球队夺得4连冠。他在密歇根大学执教24年，率领密歇根大学狼獾队获得10个分区联赛冠军和6个全国总冠军。 密歇根大学的冰球队主场约斯特冰上竞技场就是以菲尔丁·约斯特来命名的。

## 简历
约斯特在学生时代是一名西弗吉尼亚大学的学生及校队球员。然而，他所在的西弗吉尼亚大学连续三年都输给了拉法叶学院。三年后的1896年，约斯特转学去了拉法叶学院美洲豹队，并成为了那里的学生球员。一周后，在拉法叶学院美洲豹队对战宾夕法尼亚大学贵格会队的同州德比之战里，约斯特率领拉法叶学院以6:4获得了历史性的胜利。戏剧性的是，这场比赛也是约斯特唯一一次代表拉法叶学院参赛。两周后，约斯特重返西弗吉尼亚大学登山者队。
毕业后，约斯特成为了教练。他先后短暂执教了俄亥俄卫斯理大学、内布拉斯加大学、堪萨斯大学、斯坦福大学和圣何塞州立大学等几所学校。1901年他加盟密歇根大学担任主教练。从1901年到1904年，约斯特率领密歇根大学狼獾队连续拿下四个全国冠军, 其中，在1902年初举行的第一届玫瑰碗比赛里，约斯特率密歇根大学迎战斯坦福大学。密歇根大学只用了三节时间就击溃了对手，最后一次中场休息时比分为密歇根大学49:0斯坦福大学。斯坦福大学拒绝参加第四节比赛，直接投降。于是，约斯特和密歇根大学赢得了史上第一届玫瑰碗的冠军。
在1901年到1904年，约斯特未尝败绩，并几乎取得了全胜。唯一一次被对手逼平是在1903年对阵明尼苏达大学金色地鼠队的比赛里。赛后约斯特意外遗失了自己的一个棕色水壶（Little Brown Jug 小布朗茶壶），被明尼苏达大学的学生捡到并作为战利品，这也诞生了美国大学间比赛的战利品传统（Trophy）。
在1905年输给芝加哥大学褐红色队以前，密歇根大学在四年里以几乎平均每分钟得一分的表现(Point-a-Minute)横扫几乎所有对手。约斯特在密歇根大学执教约25年，后来在1918年和1923年再度赢得两次全国冠军。此外，他还率领密歇根大学拿下了10次十大联盟的联赛冠军。约斯特还为密歇根大学设计了新的头盔：深蓝色上左右两边各一条向后的黄色翼状条纹。这个头盔不仅反映出学校的颜色传统，而且能让传球的队员更好地辨别接球队员的位置。